# 特拉韦塞鲁
特拉韦塞鲁是巴西南大河州的一个市镇。总面积81.106平方公里，总人口2379人，人口密度29.3人/平方公里。